# Simulium townsendi
Simulium townsendi är en tvåvingeart som beskrevs av Malloch 1912. Simulium townsendi ingår i släktet Simulium och familjen knott.
Artens utbredningsområde är Peru. Inga underarter finns listade i Catalogue of Life.